# Фальк, Иоганн Петер
Иоганн (Юхан) Петер Фальк (швед. Johan Peter Falck, 20 января 1732 — 12 апреля (31 марта) 1774) — русский и шведский путешественник и натуралист (в первую очередь ботаник), исследователь природы России. Ученик Карла Линнея, один из его «апостолов».

## Биография
Родился в Швеции (швед. Kockstorp, Västergötland) в 1732 (в некоторых источниках в качестве года рождения Фалька указаны 1725, 1727 и 1733 года) в семье проповедника
В 1751 году Фальк поступил в Уппсальский университет, где изучал медицину. Среди преподавателей Фалька был и Карл Линней; по его поручению Фальк некоторое время был наставником сына Линнея, Карла младшего, который с 10 лет учился вместе со студентами в университете.
Окончил курс в Уппсальском университете со степенью доктора медицины. В 1760 году Линней планировал отправить Фалька в датскую экспедицию вместе с другим своим учеником, Пером Форссколем, однако кандидатура Фалька датчанами не была утверждена.
Благодаря рекомендации Линнея он был принят в Российскую Императорскую Академию наук и художеств и определён на должность управителя (директора) Аптекарского огорода (1765).
Фальк — один из «апостолов Линнея», как называют учеников великого шведского естествоиспытателя Карла Линнея (1707—1778), которые участвовали в экспедициях в самых разных частях света, действуя по планам и выполняя задания своего учителя, присылая ему семена растений, а также гербарные и зоологические образцы. В 1768 году он участвовал в Академической экспедиции (1768—1774), снаряженной академией в Восточную Россию, под руководством Георги, для изучения её в естественно-историческом и этнографическом отношениях. В течение шести лет Фальком собрано было много материалов, касающихся, главным образом, флоры приуральских степей и быта киргизов.
Во время путешествий по России Фальк пристрастился к опиуму.
Весной 1774 года во время пребывания в Казани во время приступа депрессии он застрелился.
Ценные научные материалы, оставшиеся после Фалька, были собраны И. Георги и Лаксманом и изданы при Академии наук на немецком языке, с рисунками и картами (1785—1786).

## Научные работы
- Beyträge zur topographischen Kenntniss des Russischen Reichs. St. Petersburg: gedruckt bey der Kayserl. Akademie der Wissenschaften, 1785—1786. Тома 1—3.

## Растения, названные в честь Фалька
- Falckia Thunb. (семейство Вьюнковые)

## Комментарии
1. ↑  В литературе на русском языке его имя обычно записывают не на шведский манер (Юхан), а на немецкий — Иоганн.